# Поєнь (Клуж)
Поєнь, Поєні (рум. Poieni) — село у повіті Клуж в Румунії. Входить до складу комуни Поєнь.
Село розташоване на відстані 373 км на північний захід від Бухареста, 58 км на захід від Клуж-Напоки.

## Населення
За даними перепису населення 2002 року у селі проживала 1181 особа.
Національний склад населення села:
| Національність | Кількість осіб | Відсоток |
| -------------- | -------------- | -------- |
| румуни         | 1030           | 87,2%    |
| цигани         | 131            | 11,1%    |
| угорці         | 19             | 1,6%     |

Рідною мовою назвали:
| Мова      | Кількість осіб | Відсоток |
| --------- | -------------- | -------- |
| румунська | 1168           | 98,9%    |
| угорська  | 12             | 1,0%     |